# Obusier Krupp de 120 mm M1905
L'Obusier Krupp de 120 mm Modèle 1905 est le canon de campagne allemand le plus utilisé au cours de la Première Guerre mondiale.

## Histoire
Ce canon, mis en service en 1905 dans l'armée impériale allemande, était une arme appréciée des officiers. La société Krupp Ag prit l'habitude d'en constituer un stock d'avance afin de pouvoir livrer ses clients même « en urgence ». Parmi les nations qui choisirent de s'en équiper, les plus gros clients étaient la Turquie et le Japon. Cet obusier fut utilisé tout au long de la grande guerre comme canon de campagne, bien que dès 1916, déjà dépassé techniquement, sa fabrication en usine eût cessé : l'un des principaux inconvénients de cette arme, en effet, était sa portée excessivement courte pour une arme moderne. Elle forçait les servants du M1905 à s'avancer à des positions très exposées, très près de la ligne de front, où le contre-feu des Français les menaçait à chaque instant.
Peu à peu, l'armée allemande tenta de substituer à cette pièce le 150 mm de campagne de type L/40.

## Technique
Comme la plupart des canons de cette époque, le M1905 était dépourvu de bouclier blindé de protection, ce qui exposait les artilleurs aux tirs. Lorsque la ligne de front se stabilisa à la fin de l'année 1914 et que s'amorça la guerre de tranchées, on enterra les canons, ce qui rendit secondaire ce défaut de protection. L'affût était monté sur un axe reposant à même une platine d'appui. Pour empêcher le canon de bouger sous l'effet du recul, ce qui aurait obligé les artilleurs à reprendre à chaque fois le réglage du tir, cette platine était retenue par un pied muni d'un piquet fiché en terre. On pouvait lui substituer un châssis muni simplement de deux roues de chariot pour déplacer le canon.

## Caractéristiques techniques
- calibre : 120 mm
- poids total : 1 125 kg
- plage de hausse: de 0° à +42°
- vitesse initiale du projectile : 275 m/s
- portée maximale : 5 800 m

## Sources
- (de) Cet article est partiellement ou en totalité issu de l’article de Wikipédia en allemand intitulé « Krupp_120-mm-Haubitze_M1905 » (voir la liste des auteurs).
- (en) Ian V. Hogg, Twentieth-century artillery, London New York, Friedman/Fairfax Distributed by Sterling Pub. Co, 2000, 320 p. (ISBN 978-1-586-63299-1, OCLC 48261627)